# فرودگاه رد دویل
 فرودگاه رد دویل (به انگلیسی: Red Devil Airport) یک فرودگاه همگانی با کد یاتا RDV است که یک باند فرود شن دارد و طول باند آن ۱۴۶۳ متر است. این فرودگاه در کشور ایالات متحده آمریکا قرار دارد و در ارتفاع ۵۳ متری از سطح دریا واقع شده است.